# Sphaerophrida
Sphaerophrida là một chi bọ cánh cứng trong họ Chrysomelidae.
Chi này được miêu tả khoa học năm 1934 bởi Chen.

## Các loài
Các loài trong chi này gồm:
- Sphaerophrida ovata Medvedev, 1996
- Sphaerophrida septemmaculata Medvedev, 1993
- Sphaerophrida unicolor Medvedev, 1996